# Старший инженер-механик
Старший инженер-механик
Старший инженер-механик — должностное звание в 1886—1905 годах на русском императорском флоте, соответствовало 7-му классу Табели о рангах.

## История
Звание было введено в 1886 году Указом императора Александра III при реорганизации Корпуса корабельных инженеров. В соответствии с Положением о корабельных инженерах и инженер-механиках флота звание «старший инженер-механик» было введено взамен звания подполковника (капитана 2 ранга) Корпуса инженер-механиков флота. В это звание переаттестовывались не только подполковники, но и капитаны Корпуса.
К категории старший инженер-механик относилось 29 береговых должностей:
 — Главный чертёжник по механической части Чертёжной Морского технического комитета
 — Старший производитель работ по механической части Чертёжной Морского технического комитета
 — Старшие производители учёта в Морском техническом комитете (две должности)
 — Портовые инженер-механики, заведующие всеми береговыми механизмами Кронштадтского и Николаевского порта (две должности)
 — Главный мастер Кронштадтского пароходного завода (он же помощник Управляющего заводом)
 — Механик Кронштадтского пароходного завода (заведующий работами вне завода)
 — Портовые инженер-механики в Ревельском и Бакинском портах (две должности)
 — Младший портовый инженер-механик (он же заведующий пильным заводом) во Владивостокском порту
 — Инженер-механик Ижорских адмиралтейских заводов, заведующий сборкой механизмов
 — Инженер-механик для дачи нарядов Ижорских адмиралтейских заводов
 — Мастера мастерских: слесарной и сборочной, кузнечной и железо-котельной Кронштадтского пароходного завода (три должности)
 — Мастер мастерских докового адмиралтейства Кронштадтского порта
 — Мастер мастерских железного судостроения в новом адмиралтействе Санкт-Петербургского порта
 — Мастера мастерских: железно-котельной, металло-токарной и малой прокатной Ижорских адмиралтейских заводов (три должности)
 — Мастера мастерских: кузнечной, металло-токарной и слесарной, машинно-котельной, железо-броневого судостроения Николаевского порта (четыре должности)
 — Мастера мастерских: кузнечной, механической, машинно и медно-котельной Владивостокского порта (три должности)
а также вводилось 59 судовых должностей на кораблях военных флотов.
Звание соответствовало 7-му классу Табели о рангах. Вышестоящим для него было звание флагманского инженер-механика, нижестоящим — помощник старшего инженер-механика.
Для данного звания было установлено титулование «ваше высокоблагородие», по нему могло жаловаться личное дворянство. Оно предназначалось для старших механиков кораблей 1-го ранга (помощников командира по механической части), присваивалось приказами генерал-адмирала или главноуправляющего морским ведомством. Старший инженер-механик исполнял обязанности флагманского специалиста эскадры или отряда в его отсутствие.
Для производства в данное звание помимо выслуги определённого ценза помощник старшего инженер-механика должен был прослужить определённое количество месяцев «в кампании», то есть в плаваниях. Для получения звания старшего инженер-механика помощник старшего инженер-механика обязан был прослужить в этом звании не менее 5 лет и совершить в течение этого времени 24 месяца внутреннего плавания или 48 месяцев заграничного плавания.
Отставленные от должностей инженер-механики, не состоявшие уже на штатных должностях во флоте, могли до двух лет числиться «по корпусу», проходя при этом службу в других ведомствах, на коммерческих судах, или управляя частными мореходными предприятиями, после чего увольнялись в отставку или в запас.
Имевшие выслугу «в кампании» свыше ста двадцати, но менее ста восьмидесяти месяцев при увольнении получали, независимо от пенсии, ежегодный пенсион в размере половины оклада жалованья по 1-му разряду I-й табели «Положения о денежном довольствии офицерских и классных чинов флота», а прослужившие в плавании свыше ста восьмидесяти месяцев получали две трети оклада.
Старшие инженер-механики могли служить на действительной службе до достижения предельного возраста — 55 лет.
В 1905 году особые звания Корпуса были упразднены, а инженер-механики приравнены к прочим офицерам флота, служившим «по Адмиралтейству», как это было до 1874 года. Старший инженер-механик был приравнен к подполковнику.
В 1913 году с переводом корпуса на звания, приближённые к званиям корабельного состава, это звание было упразднено, а старшие инженер-механики были переаттестованы в "инженер-механик-капитан 2 ранга".